# Distrito electoral federal 2 de Baja California
El II Distrito Electoral Federal de Baja California es uno de los 300 distritos electorales en los que se encuentra dividido el territorio de México y uno de los 8 que para la elección de diputados federales en que se divide el estado de Baja California. Su ubicación es la ciudad de Mexicali.
Es la mitad poniente de la ciudad de Mexicali. Va desde de la línea fronteriza al norte, incluyendo toda la zona de Santa Isabel al poniente, (excluye la Colonia progreso) al este el límite es el bulevar Justo Sierra y al sur, Carretera a San Luis hasta al este hasta Entrada a la Colonia Robledo.  
Al norte colinda con la línea fronteriza con Estados Unidos, al este con el Distrito 1, al oeste con el distrito 7, al igual que al sur.
Fue creado en 1953, a partir de la escisión del Distrito Único de Baja California. A partir de 2005, el territorio del Segundo Distrito de Baja California está formado por la zona noreste del municipio de Mexicali, incluyendo el sector oriental de la ciudad del mismo nombre y las comunidades del Valle de Mexicali como Los Algodones.

## Distritaciones anteriores

### Distritación 1996 - 2005
De 1996 a 2005 el territorio de este distrito estaba formado por el sector occidental de la ciudad de Mexicali, siendo entonces el más pequeño de todos los distritos de Baja California.

## Diputados por el distrito
| Diputado | Diputado                          | Grupo parlamentario | Legislatura | Periodo     |
| -------- | --------------------------------- | ------------------- | ----------- | ----------- |
|          | Guilebaldo Silva Cota             |                     | XLIII       | 1955 - 1958 |
|          | Germán Brambila Gómez             |                     | XLIV        | 1958 - 1961 |
|          | Gustavo Aubanel Vallejo           |                     | XLV         | 1961 - 1964 |
|          | Luis Mario Santana Cobián         |                     | XLVI        | 1964 - 1967 |
|          | Gustavo Aubanel Vallejo           |                     | XLVII       | 1967 - 1970 |
|          | Marco Antonio Bolaños Cacho       |                     | XLVIII      | 1970 - 1973 |
|          | Rafael García Vázquez             |                     | XLIX        | 1973 - 1976 |
|          | Alfonso Ballesteros Pelayo        |                     | L           | 1976 - 1979 |
|          | Juan Villalpando Cuevas           |                     | LI          | 1979 - 1982 |
|          | Martiniano Valdez Escobedo        |                     | LII         | 1982 - 1985 |
|          | Rafael Sainz Moreno               |                     | LIII        | 1985 - 1988 |
|          | Bernardo Sánchez Ríos             |                     | LIV         | 1988 - 1991 |
|          | Jesús González Reyes              |                     | LV          | 1991 - 1994 |
|          | Francisco Domínguez García        |                     | LVI         | 1994 - 1997 |
|          | José Ricardo Fernández Candia     |                     | LVII        | 1997 - 2000 |
|          | Luz Argelia Paniagua              | 2000                | LVII        |             |
|          | Alfonso Sánchez Rodríguez         |                     | LVIII       | 2000 - 2003 |
|          | Norberto Enrique Corella          |                     | LIX         | 2003 - 2006 |
|          | Dolores Manuell-Gómez Angulo      |                     | LX          | 2006 - 2009 |
|          | Francisco Javier Orduño Valdez    |                     | LXI         | 2009 - 2012 |
|          | María Fernanda Schroeder Verdugo  |                     | LXII        | 2012 - 2015 |
|          | Luz Argelia Paniagua              |                     | LXIII       | 2015 - 2018 |
|          | Marina del Pilar Ávila Olmeda     |                     | LXIV        | 2018 - 2019 |
|          | Martha Lizeth Noriega Galaz       | 2019 - 2021         | LXIV        |             |
|          | Julieta Ramírez Padilla           |                     | LXV         | 2021 - 2024 |
|          | Nancy Guadalupe Sánchez Arredondo |                     | LXVI        | 2024 - 2027 |

## Resultados electorales

### 2021
|  | 22.10 % |

|  | 6.33 % |

|  | 1.00 % |

|  | 1.24 % |

|  | 1.85 % |

|  | 5.48 % |

|  | 39.93 % |

|  | 15.18 % |

|  | 1.55 % |

|  | 1.73 % |

|  | 96.44 % |

|  | 3.45 % |

|  | 41.65 % |

### 2012
|  | 39.04 % |

|  | 36.90 % |

|  | 16.82 % |

|  | 4.33 % |